# Exit: una storia personale
Exit: una storia personale è un film del 2010 diretto da Massimiliano Amato.
Il film si è aggiudicato il Prix d'Interprétation Masculine (Luca Guastini) e la Mention Spéciale CICAE - Pierre Todeschini al Festival du Cinéma Italien d'Annecy 2010.
Il film è stato distribuito all'estero ma non in Italia.

## Trama
Dopo il suicidio del suo compagno di stanza, Marco, un giovane ventitreenne disagiato, inizia a pensare che la sua esistenza sia molto simile a quella del suo amico, se non peggiore. In piena crisi, il ragazzo chiede al fratello Davide di accompagnarlo nei Paesi Bassi per fare quello che il suo amico Maurizio aveva programmato lucidamente: un suicidio assistito.
Davide, abituato a convivere con le crisi del fratello, non prende in considerazione la richiesta. Non sa che quello che Marco afferma ha un fondamento legale: infatti il protocollo olandese sull'eutanasia contempla anche la sofferenza psichica.
Il giorno dopo la discussione tra i due, Marco scappa dalla Comunità che lo ospita e prende un treno per Amsterdam con l'intenzione di portare a termine la sua missione. Proprio nel momento in cui sta cercando di ricucire la sua relazione con Nina, Davide è costretto a prendere atto della situazione e a partire a sua volta per i Paesi Bassi. Nina, benché stanca di assistere a quello che reputa un gioco al massacro, decide di non lasciarlo solo in questa emergenza. Il viaggio inaspettato dà modo alla coppia di stare nuovamente insieme dopo un periodo di separazione.
Giunto ad Amsterdam, Marco si perde in quella città e inizia a vagare in bicicletta senza una meta precisa. È ormai in balia di sé stesso, ma anche libero come non lo è mai stato. Nel frattempo anche Davide e Nina arrivano in città, ed iniziano le ricerche. Una sera, per caso, Davide vede passare il fratello in bicicletta. Tra i due scoppia un aspro confronto. Marco non sembra intenzionato a
tornare indietro, ma Davide riesce a convincerlo che la sua missione suicida è impraticabile.
I tre riprendono la strada del ritorno. Durante il tragitto Davide ha un colpo di sonno e decide quindi di deviare il percorso e di fermarsi per riposare. I tre, ormai esausti, si addormentano in macchina.

## Produzione
L'incontro con un giovane che diceva di voler andare nei Paesi Bassi per sottoporsi al suicidio assistito (Vedi legge sull'eutanasia nei Paesi Bassi e il caso Chabot 1991-1995) è stato lo spunto iniziale che ha ispirato la trama. Amato ha più volte evitato di definire il film un'opera di denuncia.
La vicenda è ispirata all'aspetto intimo della condizione di un disagiato e il suo rapporto con il fratello, non tanto le questioni mediche, sociali ed etiche.
La sceneggiatura fu completata nel 2001 ed era già stata opzionata da due produttori e presentata al MiBAC.
Gli enormi ritardi produttivi furono il motivo principale che portarono Massimiliano Amato a decidere di produrlo autonomamente.
L'intero film è stato girato senza l'ausilio di troupe e cast tecnico, lo stesso regista definisce il modello produttivo di Exit una totale assenza di struttura.

## Distribuzione
La première ufficiale è stata il 2 ottobre 2010 al Festival du Cinéma Italien d'Annecy, Francia.
La prima nelle sale cinematografiche è avvenuta in Francia il 23 febbraio 2011 al cinema Espace Saint-Michel di Parigi.
Il film è stato distribuito da Les Grands Films Classiques.
In Italia il film è stato presentato il 21 marzo 2011 all'interno del festival CinemAnimaMente di Cesena.
La versione Home video è stata distribuita da Sony.
Per quanto riguarda gli Stati Uniti, Home video e DVD sono distribuiti da CreateSpace.
Sul web, la versione video on demand del film è distribuita da Distrify e Indieflix.

## Accoglienza

### Critica
Il film è stato ben accolto dalla critica francese. Scrivendo per L'Humanité, Vincent Ostria ha definito il film «un vero romanzo contemporaneo, uno dei migliori ma discreti film del momento». Marie-Noëlle Tranchant de Le Figaro ha elogiato il film, dicendo: «l'ansia, la tenerezza, la stanchezza e l'impotenza rappresentate con una verità disarmante». Ottimi riscontri ricevuti anche da Libération e Le Monde.

## Riconoscimenti
- Festival du Cinéma Italien d'Annecy 2010
  - Prix d'Interprétation Masculine (Luca Guastini), Mention Spéciale CICAE - Pierre Todeschini (Massimiliano Amato)